# Alvis 12/40
La Alvis 12/40 è stata un'autovettura prodotta dalla casa automobilistica britannica Alvis dal 1922 al 1924.

## Descrizione
Successe alla Alvis 11/40, di cui fu l'erede. Il modello aveva un motore in linea a quattro cilindri con distribuzione a valvole laterali. Aveva una cilindrata di 1.598 cm³ e produceva 30 CV (22 kW) di potenza a 3.800 giri/min. Questo propulsore era dotato di un solo carburatore Solex. 
Il modello era disponibile in versione turismo quattro posti e roadster due posti. L'avantreno e il retrotreno ad assali rigidi erano sostenuti da sospensioni a molle a balestra semiellittica. La velocità massima raggiunta dalla 12/40 era di 96 km/h. Nel 1924 fu sostituita dalla Alvis 12/50 SC, che montava il medesimo motore della 12/40, ma con distribuzione a valvole in testa similmente alle Alvis 12/50 SA e SB.